# Steve Leven
Steven Robert Leven, detto Steve (Sydney, 15 ottobre 1982), è un ex cestista australiano naturalizzato britannico.